# Anfiteatro de las Tres Galias

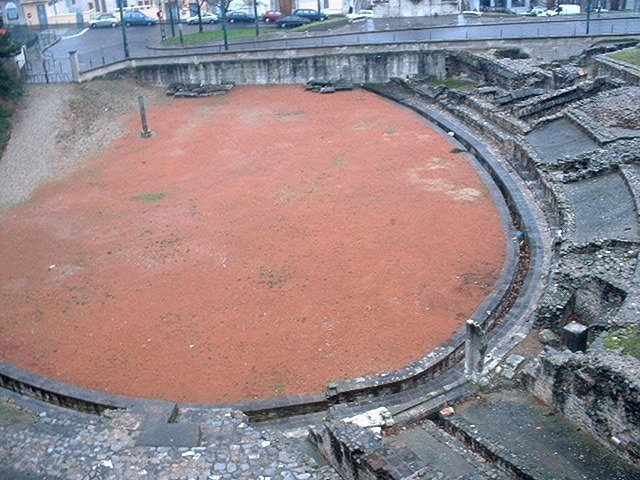
El Anfiteatro de las Tres Galias

El Anfiteatro de las Tres Galias (en francés: Amphithéâtre des Trois Gaules) de Lugdunum (Lyon) era parte del santuario federal de las tres Galias dedicado al culto de Roma y Augusto celebrado por las 60 galas tribus cuando  reunían en Lugdunum. En 1961, fue clasificado como monumento histórico francés.

## Historia

### Primer edificio
El anfiteatro fue construido al pie de la colina La Croix-Rousse (cruz roja) en lo que fuera entonces la confluencia del Ródano y el Saona. Un inscription en uno de los bloques hallados en 1957 (Inscription latine des Trois Gaules, n°217 (AE 1959, n°61)) conecta el anfiteatro con el santuario de Roma y Augusto y permite identificar su origen:
[...]E TI(beris) CAESARIS AVG(vsti) AMPHITHEATR
[...]ODIO C IVL C[?] RVFVS SACERDOS ROM(ae) ET AVG(vsti)
[...]FILII F. ET NEPOS [-]X CIVITATE SANTON. D(e) S(ua). P(ecunia). FECERVNT
La inscripción completa sería:

: [... Pro salvt]/e Ti(beri) Caesaris Avg(vsti) amphitheatr[-...] /
[ ......... cvm] pod/io C(aivs) Ivl(ivs) C(aii) f(ilivs) Rvfvs sacerdos Romae et Avg(vsti) /
[ ...... C(aivs) Ivlivs C(aii) ?] filii f(ilivs) et nepos ex civitate Santon(orvm) d(e) s(va) p(ecvnia) fecervnt.
Por la salud de Tiberio César Augusto, 
C. Julio Rufo, ciudadano de la ciudad de los Santones (Saintes), sacerdote de Roma y de Augusto, [y Cayo Julio? ...] 
su hijo y nieto construyeron este anfiteatro y su podio a su propio costo.

Esto data el edificio al año 19 d. C. Las hombres que financiaron su construcción pertenecían a una antigua familia gala de Mediolanum Santonum que había obtenido la ciudadanía romana desde las guerras de las Galias.  Ellos también fueron responsables de la construcción del arco de Germánico. La curiosa fórmula "filii f (ilius)" tal vez se deriva de un deseo de afirmar la antigüedad y la continuidad del linaje de la familia, como en el arco de Germánico, que nombra a los antepasados de Rufo.
Otras piedras llevan los nombres de tribus galas (Arvernos, Tricasses, Bituriges) confirmando su identificación como santuario federal.
Las excavaciones han revelado un sótano de tres paredes elípticas unidas por paredes transversales y un canal que rodea la arena central ovalada. La arena estaba ligeramente inclinada, con la parte sur del edificio sostenida por una bóveda ahora desaparecida. Las dimensiones de la arena eran de 67.6 m por 42 m, análogas a las de las arenas de Nimes y Arlés, aunque con un número menor de filas de asientos (probablemente sólo 4 niveles) que le dieron al anfiteatro dimensiones externas de 81 m por 60 m (mucho más pequeñas que las de Nimes, que tenía 133 m por 101 m).
Esta fase del anfiteatro albergaba juegos que acompañaban al culto imperial, con una baja capacidad (1.800 asientos) suficiente para las delegaciones de las 60 tribus galas.

### Expansión

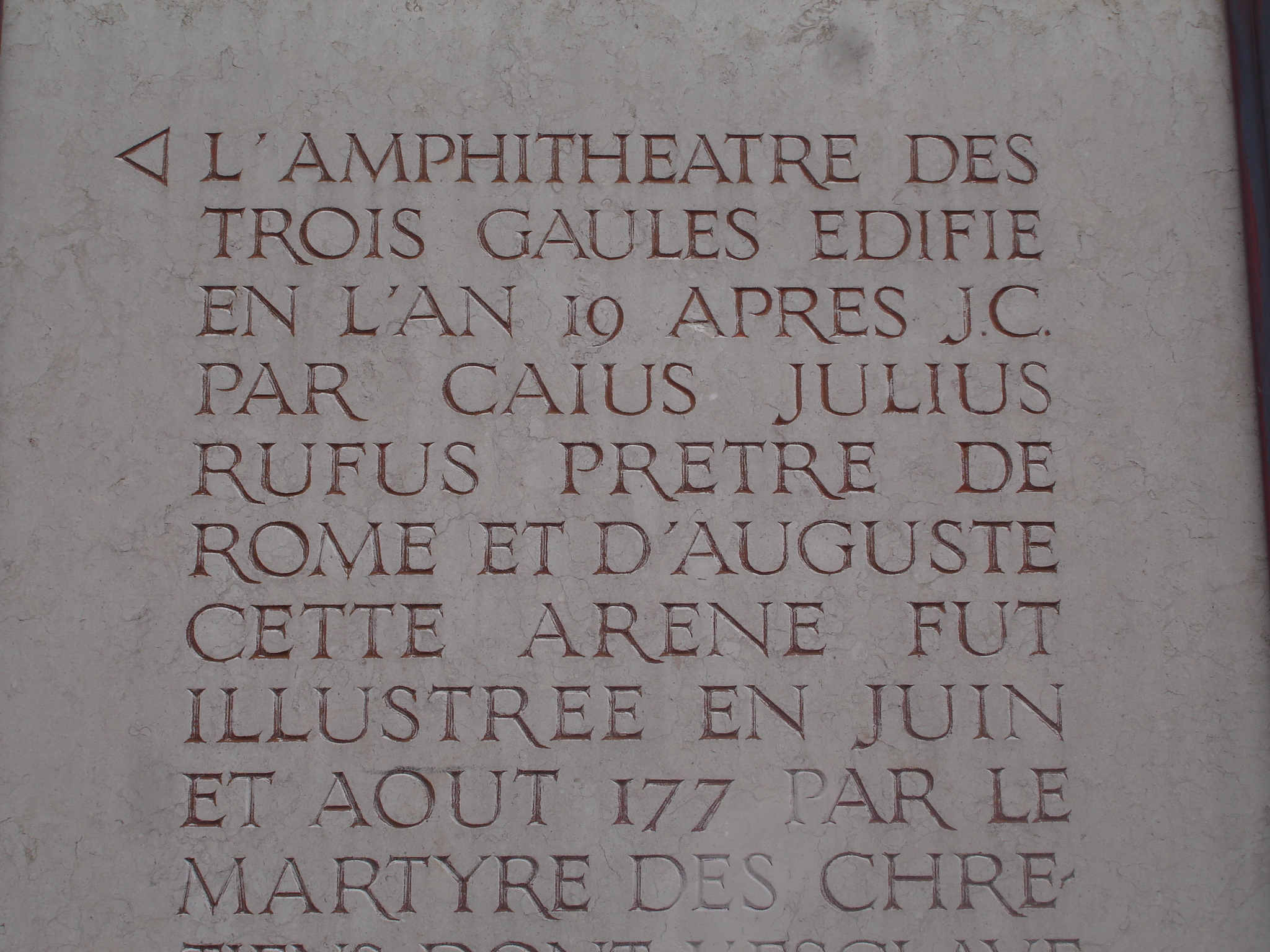
Estela del Anfiteatro de las Tres Galias

El anfiteatro se expandió a principios del siglo II, según J. Guey por C. Julius Celse, procurador de Galia Lugdunensis del 130 al 136. Se agregaron dos galerías alrededor del antiguo anfiteatro, aumentando su anchura de 25 metros a 105 metros. y su capacidad de unos 20,000 asientos (aunque esto todavía era modesto en comparación con los anfiteatros de Nimes y Arlés). Con esta modificación se convirtió en un edificio abierto a toda la población de Lugdunum y sus alrededores. Los historiadores identifican el edificio como el sitio de los martirios de los santos Blandina y Potino como parte de la persecución del año 177 y un poste en el medio de la arena conmemora este evento y la visita del Papa Juan Pablo II a Lyon en 1986.

### Redescrubrimiento
Un plano de Lyon del siglo XVI indica la supervivencia hasta esa fecha de algunos arcos (probablemente subestructuras) y un hueco (la arena) conocido como "Corbeille de la Déserte" (cesta del desierto). Las primeras excavaciones entre 1818 y 1820 revelaron el perímetro de la arena antes de volver a cubrirla, permitiendo que la expansión urbana en el siglo XIX destruyera la mitad sur de los restos del anfiteatro. A partir de 1956 se iniciaron excavaciones serias, seguidas de campañas arqueológicas en 1966/67, 1971/72 y 1976/78, que revelaron los restos expuestos que se exhiben hoy. Los restos sobrevivientes (las paredes de soporte para la mitad de la superestructura del anfiteatro) se integraron al Jardin des Plantas y se abrieron a los visitantes.